# KSS Kielce
Kieleckie Stowarzyszenie Sportowe Kielce – żeński klub piłki ręcznej w Kielcach. Klub został rozwiązany.

## Historia
Klub powstał w 2001 roku. W sezonie 2009/2010 występował w rozgrywkach Ekstraklasy. Klub został rozwiązany.